# Дьяволиада
«Дьяволиада» (подзаголовок: «Повесть о том, как близнецы погубили делопроизводителя») — повесть Михаила Булгакова, опубликованная в 1924 году. Уже в этой ранней повести Булгаков проявил себя как самобытный прозаик с талантом рассказчика-сатирика и благодаря «Дьяволиаде» начал приобретать известность:113. По словам Евгения Замятина, для «Дьяволиады» характерна «фантастика, корнями врастающая в быт»:80.

## Сюжет
В «Дьяволиаде» раскрывается проблема «маленького человека», ставшего жертвой советской бюрократической машины, которая в больном воображении главного героя, делопроизводителя Короткова, ассоциируется с дьявольской силой (хотя он никогда не думает этого «напрямую»).
Уволенный служащий, не сумев справиться с этой силой и проиграв в столкновении с ней, сходит с ума и в отчаянии бросается с крыши многоэтажного здания (см. Дом Нирнзее), спасаясь от сотрудников Уголовного розыска.

## История публикации
«Дьяволиада» была написана в 1923 году. Повесть впервые опубликована в альманахе «Недра» (Москва, 1924, кн. № 4). Булгаков сначала предлагал повесть И. Г. Лежнёву — редактору журнала «Россия», однако тот отказался публиковать произведение. Запись в дневнике Булгакова от 26 октября 1923 года: «Повесть моя „Дьяволиада“ принята, но не дают больше, чем 50 руб. за лист… Повесть дурацкая, ни к черту не годная».

## Проблематика
Многие булгаковеды традиционно относили «Дьяволиаду» к антибюрократической сатире, которая была очень распространена в первой половине 20-х годов. Однако только к высмеиванию бюрократизма советских учреждений повесть не сводится. Так, И. Нусинов писал, что в булгаковской повести «Новый государственный организм показан как „Дьяволиада“, а быт — такая „гадость“, … о которой Гоголь даже понятия не имел». Как утверждал В. Зархи, «Для Булгакова наш быт — это действительно фантастическая дьяволиада, в условиях которой он чувствует себя „невесело“, в условиях которой он не может существовать»:67.
Назвав свою повесть «Дьяволиадой», Булгаков подчеркнул тем самым антигуманность, жестокость к «маленькому человеку» нового советского жизненного уклада, присущую ему абсурдность и сатанинскую природу. Окружающей действительности приданы такие черты, как ирреальность, мнимость. Уже в начале 1920-х годов Булгаков осознал и отразил в «Дьяволиаде» явление, которое историки впоследствии классифицировали как подмену реальной работы мнимой, во многих случаях существующей только на бумаге, превращение государственных задач в канцелярские, при котором исполнение задачи в реальности часто отсутствует, но в бумажном виде, тем не менее, оформлено:67.

## Художественные особенности
«Дьяволиада» продолжает тематику предыдущей повести Булгакова — «Записки на манжетах». В ней присутствует такое же переосмысление и неожиданное соединение известных автору лиц, событий, зданий с авторскими наблюдениями, впечатлениями, и также много биографических деталей, сочетающихся с вымыслом. В частности, Булгаков описывает хорошо ему известный канцелярский лабиринт Главполитпросвета и Дворца труда:112.
В повести проявляется много молодого увлечения литературой, присутствует самозабвенная игра в фантастику, остроумные эксперименты со стилистикой и с сюжетом, заимствования из «Записок сумасшедшего» Гоголя (в частности, сама тема сумасшествия мелкого чиновника, уничтоженного бесчеловечным бюрократическим механизмом):112.

### Сюжетно-композиционные и жанровые особенности
К жанровой первооснове повести «Дьяволиада», предопределяемой её сюжетно-композиционным построением, относится жанр «хождения» — разумеется, пародийно переосмысленный: хождения Короткова по чиновничьим кабинетам носят пародийный характер. Сюжет повести — линейный, в его основе лежит непрерывная цепь печальных и смешных событий, случившихся с одним персонажем — Коротковым. Е. Замятин отмечал, что в повести происходит «быстрая, как в кино, смена картин». Обилие нелепостей, неожиданных происшествий превращает действительность, изображаемую в повести, в зловещую дьяволиаду. Похождения Короткова заканчиваются смешно (получил никуда не годное удостоверение личности) и в то же время печально и трагично (роковая цепь событий приводит к сумасшествию и самоубийству):71.
Во второй половине повести разнообразные нелепые события и неожиданные происшествия в восприятии постепенно сходящего с ума главного героя становятся всё более абсурдными и необычными и в конечном счёте приобретают фантастический характер: летающий по воздуху «люстриновый старичок»; Кальсонер, превращающийся то в чёрного кота, то в белого петушка с надписью «исходящий», и др.:255

### Пародийные приёмы
Фабульная схема «Дьяволиады» сходна с повестью Ф. М. Достоевского «Двойник», причём Булгаков подчёркивает это сходство, словно бы играя стилем Достоевского. Также в «Дьяволиаде» пародируются повести Н. В. Гоголя «Нос» и «Невский проспект». В повести Булгакова две пары двойников: два Кальсонера и Коротков — Колобков, причём они не очень укладываются в привычные рамки текстов Гоголя и Достоевского (главный герой — неудачник, двойник — ловкач). Колобков, хват и покоритель женщин, вовсе не показан на страницах повести, его лишь упоминают при виде Короткова — так что двойничество здесь кажущееся, пародийное:85.
По мнению В. Новикова, эпизод в «Бюро претензий», когда машинистка-брюнетка хочет отдаться Короткову, является пародией на «бульварные лжеромантические киноподелки 20-х годов»:85.
Язвительно и изобретательно Булгаков пародирует различного рода документы и деловые бумаги — они в «Дьяволиаде» бессмысленны и абсурдны по содержанию, но при этом составлены по всей официальной форме, с соблюдением особенностей делового стиля речи, с характерными для него канцелярскими оборотами. Дьяволиада началась для Короткова с абсурдных бумаг, которые, наряду с безразличием и формализмом служащих, сводят его с ума. Так, кассир показывает Короткову ассигновку, где значится «красными чернилами: „Выдать. За т. Субботникова — Сенат“. Ниже фиолетовыми чернилами было написано: „Денег нет. За т. Иванова — Смирнов“». В результате своих хождений по канцеляриям Коротков получает удостоверение: «Предъявитель сего есть действительно предъявитель сего, а не какая-нибудь шантрапа»:86.
В «Дьяволиаде» пародируются распространённые бюрократические лозунги-требования, которыми Короткова ошарашивают в различных канцеляриях: «Не отнимайте время у занятого человека! По коридорам не ходить! Не плевать! Не курить! Разменом денег не затруднять! — выйдя из себя, загремел блондин.
—Рукопожатия отменяются! — кукарекнул секретарь»:86.

### Искусство сатирического портрета
При изображении главных персонажей в своих повестях Булгаков тщательно описывает внешность, позу, жесты, мимику, показывая внешность в насмешливом, ироническом, гротескном виде. Чудовищным выглядит Кальсонер: квадратное туловище, искривлённые ноги, голова, похожая на яйцо, френч, сочетающийся с сапожками «гусара времён Александра I», и др. Чиновники канцелярий, которые посещает Коротков во время своих злоключений, похожи на видения кошмарного сна:87.

### Диалоги
Для повести Булгакова характерен гоголевский «комизм нескладицы» при построении диалогов, их алогичное течение, парадоксальность, связанная с карнавализацией сюжетов и персонажей. Большинство диалогов Короткова с чиновниками, возникающих во время его злоключений, не приводят ни к какому результату и выглядят как диалоги глухих: Коротков сразу получает отказ (диалог с Кальсонером), либо его принимают за кого-то другого (диалоги с «люстриновым старичком», машинисткой-брюнеткой), либо после длительного обсуждения оказывается, что Коротков не туда зашёл и говорил не с нужным ему чиновником (диалог с Яном Собесским):87.

### Языковой комизм
К приёмам языкового комизма, применяемым в «Дьяволиаде», относятся каламбуры, необычные и вызывающие улыбку сравнения, необычные эпитеты, создание пародийных аббревиатур по образцу реальных, стилизация под чиновничий «новояз»:89—91.
В частности, каламбуры используются в эпизоде, когда Короткова, утратившего документы, отправляют к «домовому» (то есть домоуправу): на двери с надписью «Домовой» висит также надпись: «По случаю смерти свидетельства не выдаются»:89.
Эпитеты в «Дьяволиаде» и других повестях Булгакова не только подчёркивают то или иное качество предмета, но и нередко оказываются в совсем необычном семантическом поле, звучат насмешливо или иронически, порой гиперболично. Так, голосу Кальсонера присущи «кастрюльные звуки», у его двойника есть «ассирийски-гофрированная борода», Коротков встречает «люстринового старичка» и «синего блондина»:90.
В повести присутствует своеобразный чиновничий «новояз»: комизм возникает благодаря искусному подыгрыванию под образ мысли и форму высказываний чиновников, утрированию их языковых особенностей: «Товарищ! Без истерики. Конкретно и абстрактно, изложите письменно и устно, срочно и секретно…», «Сказано в заповеди тринадцатой: не входи без доклада к ближнему твоему»:91.